# Aleksandr Borodai
Aleksandr Iurievici Borodai (în rusă Алекса́ндр Ю́рьевич Борода́й; n. 25 iulie 1972, Moscova, RSFS Rusă, URSS) este un politician naționalist rus, deputat în Duma de Stat din partea partidului Rusia Unită. Anterior, Borodai a fost prim-ministru al așa-numitei RP Donețk, nerecunoscută internațional, între 16 mai și 7 august 2014. Anterior, a fost consultant al politicianului separatist din Crimeea Serghei Aksionov.
Într-un interviu pentru publicația Novaia Gazeta, Borodai a declarat că a luptat în războiul din Transnistria de partea separatiștilor pro-ruși, unde l-a cunoscut pe Igor Ghirkin.